# 石川県立金沢泉丘高等学校
石川県立金沢泉丘高等学校（いしかわけんりつ かなざわいずみがおかこうとうがっこう、英: Ishikawa Prefectural Kanazawa Izumigaoka High School）は、石川県金沢市泉野出町に所在する公立高等学校。通称は「泉（いずみ）」、「泉丘（いずみがおか）」。
石川県立の高等学校で唯一通信制課程を設置している。
文部科学省によりスーパーサイエンスハイスクールに指定されている。

## 設置学科
全日制（修業年限 3年制）
- 普通科
  - 定員：360名。
- 理数科
  - 定員：40名

通信制（修業年限 4年制）
- 普通科
- 衛生看護科（石川県立総合看護専門学校准看護学科入学者のみ出願可能）
  - 定員：200名

## 沿革

### 全日制課程
- 1893年（明治26年）7月 - 金沢市新道に石川県尋常中学校として設立。
- 1897年（明治30年）12月 - 金沢市下本多町の新校舎に移転。
- 1898年（明治31年）- 石川県第一尋常中学校に改称[1]。
- 1907年（明治40年）3月 - 金沢第一中学校に改称。
- 1937年（昭和12年）7月 - 金沢市富樫町の新校舎に移転。
- 1944年（昭和19年）- 難関の陸軍士官学校に39名が合格、全国一の合格者数を誇り「天下の金沢一中」と称される。
- 1948年（昭和23年）4月 - 学制改革により金沢第一高等学校となる（男子校）。
- 1949年（昭和24年）4月 - 金沢泉丘高等学校に改称、男女共学となり現在に至る。
- 1951年（昭和26年）4月 - 家庭科募集停止。
- 1957年（昭和32年）4月 - 商業科募集停止。
- 1959年（昭和34年）4月 - 商業科が廃止され単独普通高校となる。創立70周年記念図書館完成。
- 1968年（昭和43年）4月 - 理数科を設置。
- 1975年（昭和50年）8月 - 第一体育館竣工。
- 1979年（昭和54年）7月 - 第二体育館・格技場竣工。
- 1980年（昭和55年）12月 - 部室棟竣工。
- 1981年（昭和56年）9月 - 特別教室棟竣工。
- 1982年（昭和57年）5月 - 普通教室棟竣工。
- 1983年（昭和58年）3月 - 管理棟竣工。
- 1984年（昭和59年）
  - 5月 - 講堂棟竣工。
  - 6月 - 新校舎落成式。
- 1992年（平成4年）6月 - プール完成。
- 1993年（平成5年）5月 - 図書館棟整備。
- 2001年（平成13年）3月 - 弓道場「如泉堂」竣工。
- 2002年（平成14年）3月 - 完全学校週5日制となる。土曜スクール（Extension School泉丘）を開校する。
- 2003年（平成15年）
  - 4月 - 2学期制を施行する。 文部科学省よりSSH（スーパーサイエンスハイスクール）に指定される（2006年度、2011年度、2016年度、2022年度に5年間指定が延長）。
  - 10月 - 創立110周年を記念し、「久遠」像を建立する。
- 2012年（平成24年）4月 - いしかわニュースーパーハイスクールに指定される。
- 2015年（平成27年）4月 - 文部科学省よりSGH（スーパーグローバルハイスクール）に指定される。3学期制を施行する。

### 通信制課程
- 1948年（昭和23年）
  - 2月10日 - 本校前身の石川県立金沢第一中学校に通信教育高等学校部を付設。
  - 4月1日 - 校名を石川県立金沢第一高等学校と改称。
  - 5月15日 - 開校。但し当分の間準備期間をおくこととする。
- 1949年（昭和24年）
  - 4月1日 - 校名を石川県立金沢泉丘高等学校と改称。
  - 7月3日 - 面接指導開始。
- 1955年（昭和30年）4月1日 - 通信教育制度が制定され、通信教育のみにより卒業資格を付与される。
- 1956年（昭和31年）4月1日 - 大聖寺高校・小松高校・七尾高校・穴水高校・飯田高校の各高等学校を協力校に指定する。
- 1958年（昭和33年）3月10日 - 通信教育部第1回卒業式挙行。
- 1961年（昭和36年）10月31日 - 学校教育法の一部改正により通信制の課程として発足。
- 1962年（昭和37年）9月1日 - 通信教育課程の全面改正。
- 1963年（昭和38年）
  - 4月1日 - 大和紡績金沢工場等において、集団生制度発足。
  - 4月14日 - NHK学園高等学校開校により、同校の石川県協力校となる。
  - 4月27日 - 珠洲実業高校・輪島高校を新たに協力校に指定し、小松高校・飯田高校の指定を解く。
- 1965年（昭和40年）10月1日 - 通信制振興会設立。
- 1966年（昭和41年）4月1日 - 加賀聖城高校・七尾城北高校を新たに協力校に指定し、大聖寺高校・七尾高校の指定を解く。
- 1977年（昭和52年）4月10日 - 託児施設開設。
- 1978年（昭和53年）4月1日 - 一部科目履修制度実施。
- 1980年（昭和55年）4月1日 - 石川県立看護学院（現・石川県立総合看護専門学校）との技能連携による衛生看護科設置。
- 1984年（昭和59年）6月21日 - 新校舎落成記念式典挙行。
- 1993年（平成5年）3月31日 - 大和紡績金沢工場閉鎖により、集団生制度廃止。
- 1995年（平成7年）4月1日 - 協力校制による併修制度を開始する。羽松高校・輪島高校併修のための協力校となる。一部科目履修制を廃し聴講生制度を開始する。
- 1998年（平成10年）
  - 8月22日 - 通信制課程第1回保護者会開催。
  - 10月10日 - 通信制課程創立50周年記念碑「心身一如」建立。
- 1999年（平成11年）4月1日 - 七尾サテライト校を七尾城北高校内に開設。
- 2000年（平成12年）4月1日 - 単位制・2学期制に移行。
- 2001年（平成13年）6月5日 - 通信制ホームページ開設。
- 2004年（平成16年）1月21日 - 学習支援ホームページ開設。
- 2005年（平成17年）4月1日 - 学校敷地内完全禁煙。
- 2006年（平成18年）
  - 4月2日 - 入学学力検査に面接と作文を導入。
  - 4月3日 - 託児施設閉鎖。

## 部活動
『文武両道』の校風に従い部活動は盛んである。スポーツ推薦などは行っていないが、スポーツが盛んな一面もあり、県大会では上位に食い込む部活動が多数存在する。2017年現在で45の部・同好会がある。

### 運動部
- 野球 - 旧制金沢一中時代を含め4回甲子園出場。県大会では一定以上の試合では全校を挙げて（補習も中止にして）応援に駆けつける。
- 相撲 - 高等学校相撲金沢大会（石川県相撲連盟主催）に第1回から連続出場。部員がいないので柔道部・野球部などから募って参加していたが、2016年に初の正式部員が入部した。恒例として、新入生は全員、同大会の応援にかけつける。
- テニス - 2015年度石川県高校テニス新人戦で優勝北信越出場。2016年度石川県高校総体で優勝北信越出場、インターハイ出場を果たす。2017年度石川県高校総体、石川県高校テニス新人戦で準優勝北信越出場。
- 陸上競技 - 2011年度石川県高校総体で男子総合3位(トラックの部3位)、個人でも多数が優勝、上位入賞している。同年度北信越高校総体では数名が上位入賞(男子トラックの部8位)、全国総体に出場している(一種目で決勝進出)。
- サッカー
- 水泳
- バレーボール
- バスケットボール
- ハンドボール - 2009年度石川県高校総体で男子が優勝しインターハイ出場を果たす。
- ソフトテニス
- 卓球 - 男女ともに北信越出場。
- バドミントン
- 柔道
- 剣道
- 登山 （男子）- 2022年高校総体登山大会石川県予選で優勝、6連覇を果たし、香川県まんのう町で行われた全国総体登山大会に出場した。97.1点で全国15位の結果となった。
- 弓道 - 2011年度石川県高校総体で男子団体が優勝、全国総体出場を果たす。また、2018年石川県高校総体で女子団体が初優勝、北信越大会、全国総体出場を果たした。
- スキー

### 文化部
- 囲碁・将棋 - 人数は少ないが、全国大会の常連である。
- 新聞 - 2008年度に全国高校新聞コンクールで文部科学大臣賞を受賞した。2018年度、2019年度には県内初となる全国高校新聞年間紙面審査賞の最優秀賞を受賞した。
- ESS (English Speaking Society) - 全国大会に何度も出場している。
- 吹奏楽
- 映画研究
- 文芸
- 物理
- 化学
- 生物
- 書道
- 美術
- 合唱
- 茶道
- 写真
- 放送
- かるた
- 応援
- アドバンスト数学
- コンピューター
- SSHロボット（スーパーサイエンス）

### 同好会
- 鉄道研究
- クッキング
- アニメマンガ
- クイズ研究
- JRC
- 映画研究
- 演劇

## 委員会
2017年（平成29年）現在で7の委員会がある。
- 文化
- 体育
- 保健
- 公安
- 応援
- 図書
- 美化

## 校歌
作詞：大沢衛、作曲：安藤芳亮

## 所在地

### 本校
〒921-8517 石川県金沢市泉野出町3丁目10番10号

### 七尾サテライト校（通信制課程）
〒920-0817 石川県七尾市西藤橋町エ1-1（石川県立七尾城北高等学校内）

## アクセス
JR北陸新幹線 金沢駅より、北陸鉄道バスで「光が丘」「額住宅」「円光寺」「金沢工業大学（32系統）」行きのいずれかに乗車、「泉丘高校前」で下車すぐ

## 著名な出身者
同窓会組織は金沢一中と連続していて「一泉同窓会」と称している。また、当高校に在学し、全国規模で活躍した生徒・団体を対象に模範生徒等表彰事業を実施している。
- 永井柳太郎 - 元衆議院議員、元拓務大臣・逓信大臣・鉄道大臣（尋常中6期）
- 中村孝太郎 - 陸軍大将、陸士13期、陸軍大学校(陸大)21期、陸軍省人事局長、第8師団長、陸軍大臣(林銑十郎内閣)、朝鮮軍司令官【張鼓峰事件】、東部軍司令官（尋常中6期）
- 畠山一清 - 荏原製作所創業者（尋常中7期）
- 大橋八郎 - 法制局長官（岡田啓介内閣）、内閣書記官長(林銑十郎内閣)、社団法人日本放送協会会長、日本電信電話公社総裁、俳人（尋常中10期）
- 八田與一 - 台湾総督府内務局土木課技師（尋常中11期）
- 三浦敏事 - 陸軍中将、陸士19期、陸大29期、歩兵第37聯隊長、第５師団参謀長、歩兵第21旅団長【平型関の戦い】、第２独立守備隊司令官（尋常中12期）
- 下村定 - 陸軍大将、陸士20期、陸大28期首席、野戦重砲兵第１聯隊長、関東軍作戦課長、参謀本部第4(戦史)部長、参謀本部第1(作戦)部長、第13軍司令官、西部軍司令官、北支那方面軍司令官、陸軍大臣(東久邇宮稔彦王内閣、幣原喜重郎内閣)兼教育総監、戦後に参議院議員（尋常中12期）
- 菰田康一 - 陸軍中将、陸士21期、陸大30期優等、山砲兵第11連隊長、仏国駐在武官、陸軍防空学校長、第104師団長、東京市防衛局長、留守第20師団長、京城師管区司令官、偕行社会長
- 草鹿任一 - 海軍中将、海軍兵学校(海兵)37期、海軍大学校(海大)19期、戦艦「扶桑」艦長、支那方面艦隊参謀長兼第三艦隊参謀長、海軍省教育局長、海軍兵学校長、南東方面艦隊司令長官兼第11航空艦隊司令長官（尋常中13期・1905年卒）
- 越生虎之助 - 陸軍中将
- 青木敬一 - 陸軍少将、陸士21期、台湾歩兵第２聯隊長、歩兵第136旅団長（尋常中13期・1905年卒）
- 越生虎之助 - 陸軍中将、陸士22期、陸大34期、関東軍高級副官、歩兵第70聯隊長、関東軍兵事部長、独立混成第9旅団長、第1独立守備隊長、金沢地区司令官（尋常中14期・1906年卒）
- 中村正雄 -  陸軍中将、陸士25期、陸大32期、第12師団参謀長、参謀本部通信課長、歩兵第21旅団長【崑崙関の戦いにて戦死】
- 広瀬豊作 - 大蔵大臣（鈴木貫太郎内閣）（金沢一中18期）
- 岡田次作 - 海軍少将、海兵42期、真珠湾攻撃・ミッドウェー海戦時の航空母艦「加賀」艦長として戦死 （金沢一中18期）（千日町）
- 森島守人 - 衆議院議員、満州事変の時の奉天総領事代理、駐ハルビン（1932年）・ニューヨーク総領事（1941年）（金沢一中20期・1913年卒）
- 寺垣忠雄 - 陸軍中将、陸士28期、陸大40期、上海派遣軍参謀、歩兵第35聯隊長、第12軍参謀長、第1方面軍参謀長、第142師団長（金沢一中20期・1913年卒）
- 佐藤賢了 - 陸軍中将、陸士29期、陸大37期、陸軍省軍務局軍務課長、陸軍省軍務局長、支那派遣軍総参謀副長、第37師団長（金沢一中21期・1914年卒）（河北郡花園村）
- 中川善之助 - 法学者、東北大学名誉教授、元金沢大学学長（金沢一中22期）
- 大石正幸 - 陸軍憲兵大佐、陸士30期、第2野戦憲兵隊長【マレー作戦】、シンガポール華僑粛清事件で死刑判決を受けチャンギ刑務所で刑死（金沢一中22期）
- 加藤楸邨 - 俳人（金沢一中30期）
- 室井捨治 - 海軍中佐、海兵54期、海大36期首席、獨国在勤帝国大使館附武官補佐官、連合艦隊航空乙参謀（海軍甲事件で2番機に搭乗、戦死）（金沢一中31期）（河北郡森本村）
- 折口春洋 - 国文学者、折口信夫の養子（金沢一中32期）
- 二木秀雄 - 細菌学者、医師、実業家、宗教家（金沢一中34期・1927年卒）
- 浦茂 - 陸軍中佐、陸士44期、陸大52期恩賜、歩兵第7聯隊附、大本営陸軍参謀(資材班長)兼航空本部部員兼陸軍大学校兵学教官（軍需資材の調達・海軍との折衝を担当）、戦後は防衛庁航空幕僚長 、関東一泉会第4代会長（金沢一中34期・1927年卒）（三馬村）
- 伊藤素衛 - 海軍中佐､海兵59期恩賜､呉航空隊分隊長､｢神川丸｣分隊長､鹿島航空隊教官､父島航空隊分隊長､重巡洋艦｢鈴谷｣飛行長兼分隊長､第2艦隊旗艦｢大和｣を中心とする沖縄特攻作戦時の第2艦隊航空参謀､戦後は航空自衛隊に入隊。（上鶴間町）
- 杉森久英 - 小説家（金沢一中36期）
- 西出大三 - 截金作家、人間国宝（金沢一中39期）
- 山本重久 - 海軍少佐、海兵66期、真珠湾攻撃、インド洋作戦、珊瑚海海戦では空母「赤城」、のちに空母「翔鶴」戦闘機分隊長、ラバウルの二五二空、紫電改搭乗し空母「信濃」に着艦、戦後は航空自衛隊
- 義江　駿 - 陸軍少佐、東京陸軍幼年学校、陸士52期、陸大60期恩賜、歩兵第35聯隊附、陸軍士官学校生徒隊附、名古屋陸軍幼年学校生徒監、福井地区参謀、福井聯隊区司令部附、金沢聯隊区司令部附、戦後は弁護士（金沢一中43期）（長町）
- 隅谷正峯 - 日本刀匠、人間国宝（金沢一中45期）
- 坂本三十次 - 自民党、元衆議院議員、元労働大臣・内閣官房長官（金沢一中47期）
- 戸部新十郎 - 小説家（金沢一中51期）
- 和田静夫 - 日本社会党、元参議院議員、元衆議院議員（金沢一中51期）
- 中川和雄 - 第5代大阪府知事（金沢一中51期）
- 宮太郎 - 大和百貨店会長（金沢一中51期）
- 奥田敬和 - 自民党→民主党、元衆議院議員、元郵政大臣・運輸大臣（金沢一中52期）
- 石川弘 - 元農林水産省事務次官、元参議院議員（金沢一中53期）
- 沓掛哲男 -  自民党→民主党、元参議院議員、衆議院議員、元国家公安委員長、防災担当大臣（金沢一中54期）
- 岩城宏之 - 指揮者（金沢一中57期、2学期間のみ在学）
- 土肥孝治 - 元検事総長（金沢一中58期）
- 中田直人 - 元弁護士・茨城大学教授（金沢一中卒）
- 大崎剛彦 - 元競泳選手（金沢泉丘9期卒）1960年ローマオリンピック代表
- 杉原弘泰 - 元大阪高検検事長（金沢泉丘9期卒）
- 飛田秀一 - 北國新聞社会長・主筆（金沢泉丘12期卒）
- 青木桂生 - クスリのアオキホールディングス創業者、日本チェーンドラッグストア協会名誉会長（金沢泉丘13期卒）
- 進村武男 - 宇都宮大学第18代学長（金沢泉丘14期卒）
- 藪俊彦 - 能楽師（金沢泉丘15期卒）
- 桑原豊 - 民主党、元衆議院議員（金沢泉丘16期卒）
- 芳井研一 - 日本史学者、新潟大学名誉教授、元同大附置環東アジア研究センター長、元新潟史学会会長（金沢泉丘17期卒）
- 塩村宰 - ジャズミュージシャン、作曲家、編曲家（金沢泉丘21期卒）
- 寺西俊一 - 経済学者、一橋大学名誉教授、元環境経済・政策学会長（金沢泉丘21期卒）
- 尾山基 - アシックス社長、世界スポーツ用品工業連盟会長、日本スポーツ産業学会会長（金沢泉丘21期卒）
- 岡井直道 - 演出家（金沢泉丘22期卒）
- 太田賢二 - 弁護士、日本弁護士連合会副会長、元北海道弁護士会連合会理事長、元北海道大学特任教授
- 諸野普 -  寺崎電気産業顧問、経済産業省工業標準化事業表彰者、国土交通省交通政策審議会海事分科会委員、ISO/TC8/WGコンビーナ)（金沢泉丘22期卒）
- 今井亮一 - 交通ジャーナリスト（金沢泉丘25期卒）
- 杉森務 - ENEOSホールディングス会長、日本経団連副会長、石油連盟会長（金沢泉丘26期卒）
- 温井伸 - 北國新聞社社長（金沢泉丘26期卒）
- 奥田建 - 民主党、元衆議院議員（金沢泉丘29期卒）
- 西田直樹 - 元財務省北陸財務局長、元金融庁総務企画局審議官（金沢泉丘30期卒）
- 北川健太郎 - 元大阪地方検察庁検事正、元最高検察庁刑事部長（金沢泉丘30期卒）
- 下沢佳充 - 石川県議会議員、元石川県議会議長（金沢泉丘31期卒）
- 山野之義 - ソフトバンク戦略顧問、元金沢市長、元金沢市議会議員（金沢泉丘32期卒）
- 松野博明 - 東京医科大学客員准教授（金沢泉丘33期卒）
- 若松正志 - 歴史学者、京都産業大学教授（金沢泉丘34期卒）
- 角野達洋 - 北陸放送アナウンサー（金沢泉丘36期卒）
- 山本量一 - 工学者、京都大学教授（金沢泉丘36期卒）
- 西田谷洋 - 富山大学教授（金沢泉丘37期卒）
- 喜多昭夫 - 歌人・俳人・文芸評論家（金沢泉丘38期卒）
- 宮本周司 - 自由民主党、参議院議員、経済産業大臣政務官（金沢泉丘41期卒）
- 青木宏憲 - クスリのアオキホールディングス社長（金沢泉丘43期卒）
- 橘省吾 - 東京大学教授（金沢泉丘43期卒）
- 米林宏昌 - スタジオジブリ監督（金沢泉丘44期卒）
- 伊藤彰 - チェンジホールディングス創業者（金沢泉丘46期卒）
- 野崎真助 - ミュージシャン（ドラマー）（金沢泉丘46期卒）
- 南奈央 - 女優（金沢泉丘49期卒）
- 柳生好之 - スタディサプリ現代文講師（金沢泉丘49期卒）
- 二木あい - フリーダイビング水中映像家（金沢泉丘51期卒）
- 谷川恵一 - 北陸放送アナウンサー（金沢泉丘52期卒）
- 竹村優香 - フリーアナウンサー（金沢泉丘54期卒）
- 林俊伍 - 社会起業家。株式会社こみんぐる取締役。株式会社ゲンダイシュウラク代表取締役社長[2]。（金沢泉丘57期卒）
- 森重有里彩 - 北陸朝日放送アナウンサー（金沢泉丘64期卒）
- 松井昌雄 - 瑠璃教会代表（金沢泉丘通信科卒）
- 玉野和志 - 社会学者、放送大学教授